# Windows Cairo
Cairo kodni je naziv Microsoftovog projekta koji je trajao od 1991. do 1996. godine. Cilj projekta bio je stvoriti tehnologije za sljedeću generaciju  operacijskih sustava koji bi ispunili  Bill Gatesovu viziju "informacija nadohvat ruke". Cairo nikad nije zaživio iako se dijelovi njegovih tehnologija koriste u ostalim Microsoftovim proizvodima.

## Najava
Jim Allchin najavio je Cairo 1991. na Microsoft Professional Developers konferenciji. Na Cairo/Win95 Professional Developers konferenciji javno je predstavljen (uključujući i demonstrativni sustav).

## Mogućnosti
Cairo je radio na konceptu distribuiranog računarstva kako bi korisniku ponudio informacije brzo i pouzdano pomoću svjetske mreže računala. 
Mnoge tehnologie iz Caira korištene su u drugim Microsoftovim proizvodima.  Koriničko sučelje  Windowsa 95 temelji se na dizajnu sučelja Caira. DCE/RPC tehnologija korištena je u  Windowsu NT 3.1, a indeksiranje sadržaja sada je dio IIS-a i Windows Desktop Searcha.
Preostala komponenta, datotečni sustav, trebao je biti implementiran u WinFS datotečni sustav planiran za  Windows Vistu, ali je razvoj zaustavljen u lipnju 2006. Neki dijelovi tehnologije korišteni su u ostalim proizvodima, kao što je Microsoft SQL Server 2008 (kodnog imena Katmai).